# Monastero di Sázava

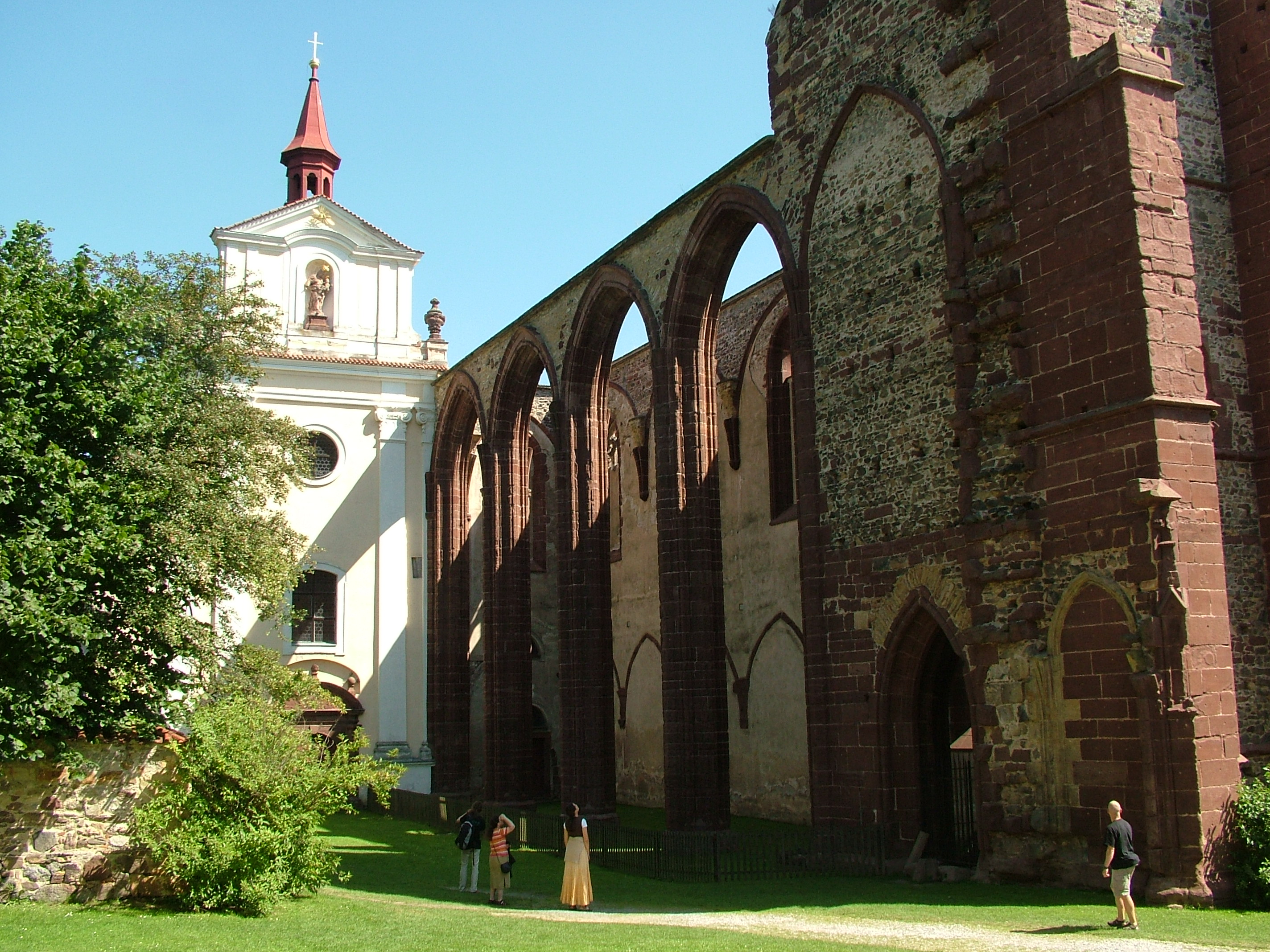
Facciata della chiesa barocca, con i resti della chiesa precedente

Il monastero di Sázava era un monastero boemo che seguiva la regola benedettina ma celebrava la liturgia secondo il rito bizantino. Esso venne fondato nel 1032 dall'eremita san Procopio. Sázava divenne rapidamente uno dei principali centri di produzione letteraria in lingua slava ecclesiastica antica.
Ricostruito secondo lo stile barocco, il monastero venne tuttavia soppresso dall'imperatore Giuseppe II e trasformato in un castello privato nel XIX secolo.
Sono conservati ancora oggi il refettorio dei monaci, la sala capitolare, con pitture murali del XIV secolo, e la chiesa abbaziale barocca.
All'interno del complesso è possibile visitare una esposizione storica sulla regione di Sázava in epoca paleoslava e una mostra sulla lavorazione del vetro.

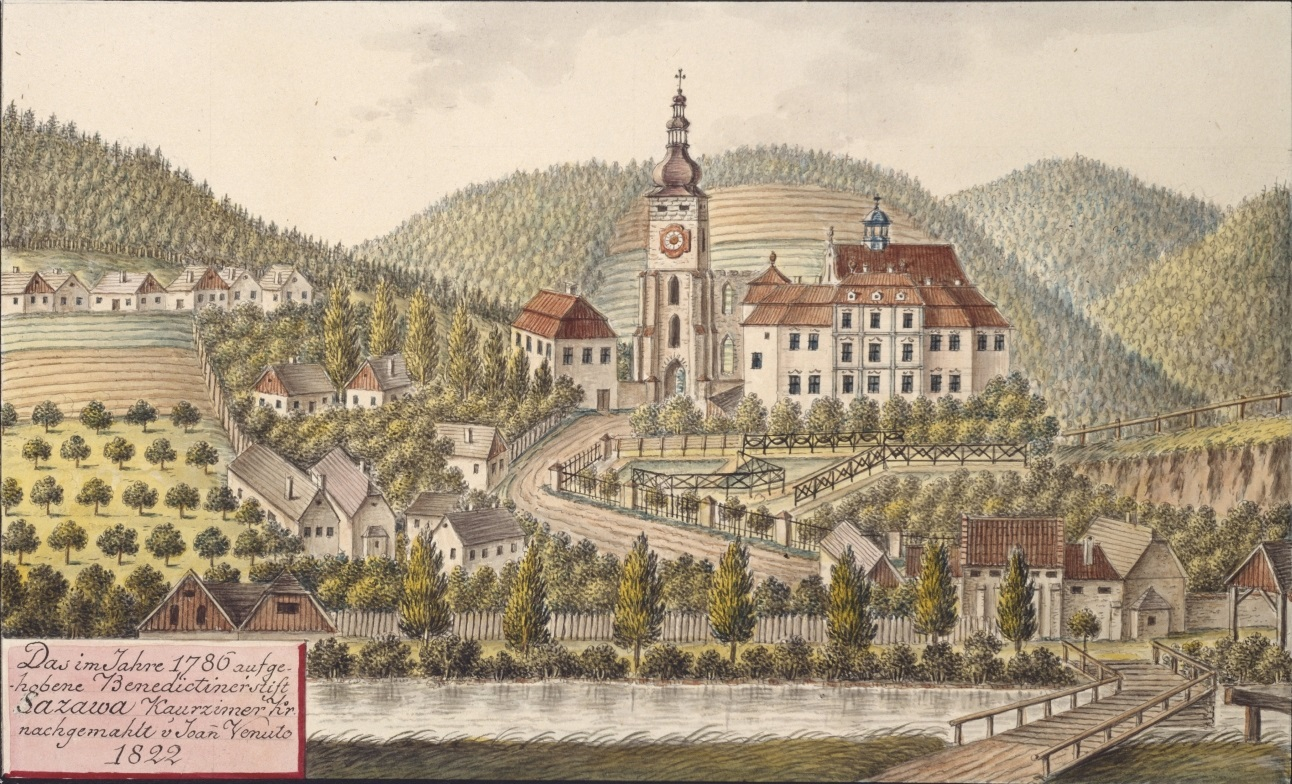
Il complesso in un acquarello del canonico e vedutista moravo Jan Antonín Venuto (1746-1833)